# Chrusty Nowe (gromada)
Chrusty Nowe (w latach 1970. Nowe Chrusty) – dawna gromada, czyli najmniejsza jednostka podziału terytorialnego Polskiej Rzeczypospolitej Ludowej w latach 1954–1972.
Gromady, z gromadzkimi radami narodowymi (GRN) jako organami władzy najniższego stopnia na wsi, funkcjonowały od reformy reorganizującej administrację wiejską przeprowadzonej jesienią 1954 do momentu ich zniesienia z dniem 1 stycznia 1973, tym samym wypierając organizację gminną w latach 1954–1972.
Gromadę Chrusty Nowe siedzibą GRN w Chrustach Nowych utworzono – jako jedną z 8759 gromad na obszarze Polski – w powiecie brzezińskim w woj. łódzkim, na mocy uchwały nr 29/54 WRN w Łodzi z dnia 4 października 1954. W skład jednostki weszły obszary dotychczasowych gromad Chrusty Nowe, Chrusty Stare, Mikołajów i Będzelin (z wyłączeniem parcelacji Zieleń, leśniczówki Zieleń i części terenów zabudowanych odgraniczonych od strony zachodniej linią kolejową Koluszki-Tomaszów, a od strony północno-wschodniej terenami miasta Koluszek) ze zniesionej gminy Mikołajów w tymże powiecie. Dla gromady ustalono 19 członków gromadzkiej rady narodowej.
Gromada – pod koniec stosowano nazwę Nowe Chrusty – przetrwała do końca 1972 roku, czyli do kolejnej reformy gminnej.